# Whatever Gets You Thru the Night
"Whatever Gets thru the Night" é uma canção escrita por John Lennon, lançada como single em 1974 pela Apple Records nos Estados Unidos e Reino Unido. Atingiu o número 1 na Billboard Hot 100 e na Cashbox Top 100. Também alcançou o número 36 na UK Singles Chart. Foi o single principal do álbum Walls and Bridges.
No Canadá, a canção passou duas semanas no número dois e se tornou o 30º maior hit de 1974.

## Gravação
A gravação da música contou com a ajuda de Elton John. Um fato interessante foi que, Lennon era extremamente pessimista em relação a reação do público com esta faixa, porém, Elton John sempre apostou com ele que está ficaria em primeiro lugar nas paradas americanas. Elton chegou a prometer para Lennon que, se esta canção ficasse em primeiro lugar, ele iria tocar junto com o ex-beatle em um de seus shows. No final, a música alcançou o primeiro lugar e Elton e John se apresentaram juntos no dia  28 de Novembro de 1974 no Madison Square Garden.

## Ficha técnica
Os músicos que participaram da gravação original foram:
- John Lennon – vocal, guitarra
- Elton John – vocal de apoio, piano, órgão[6]
- Ken Ascher – clavinet
- Jesse Ed Davis – guitarra
- Arthur Jenkins – percussão
- Jim Keltner – bateria
- Bobby Keys – saxofone tenor
- Ron Aprea – saxofone alto
- Eddie Mottau – violão
- Klaus Voormann – baixo